# Монро (Орегон)
Вижте пояснителната страница за други значения на Монро.
Монро (на английски: Monroe) е град в окръг Бентън, щата Орегон, САЩ. Монро е с население от 607 жители (2000) и обща площ от 1,2 km². Намира се на 87,8 m надморска височина. ЗИП кодът му е 97456, а телефонният му код е 541.